# ピアノ協奏曲 (ヴォーン・ウィリアムズ)
ピアノ協奏曲 ハ長調（ピアノきょうそうきょく ハちょうちょう）は、レイフ・ヴォーン・ウィリアムズが作曲したピアノ協奏曲。第1、第2楽章は1926年に、第3楽章は1930年から1931年にかけて書かれた。彼はこの間の時期に仮面劇「ヨブ」（Job: A Masque for Dancing）を完成させ、「交響曲第4番」の作曲に着手していた。これらの作品とピアノ協奏曲は、主題の性格や、劇的で荒れ狂った情感などに共通性が見られる。

## 概要
この曲の初演は1933年2月1日、ハリエット・コーエンの独奏、エイドリアン・ボールトの指揮、BBC交響楽団の演奏で行われた。その後すぐに終楽章を改訂して、1936年に出版された。当初、ソリストが報われにくいとみなされたこの曲の評判は芳しいものではなかった。どの楽章にも技巧的な見せ場は多く存在するものの、ヴォーン・ウィリアムズは同時代のバルトークやヒンデミットのようにピアノを打楽器的に扱っており、時に不可解なほどテクスチュアが厚くなっているのである。
この曲に非常に感銘を受けた一人であるバルトークのように、一部には高く称賛する者もいたものの、ヴォーン・ウィリアムズは友人や仲間からの善意の助言を受け、この曲を「2台のピアノのための協奏曲」へと改作している。その際、1946年にジョセフ・クーパーの助けを借りて、ピアノパートにより一層のテクスチュアを付加している。

## 楽曲構成
第1楽章 トッカータ、アレグロ・モデラート - ラルガメンテ - カデンツァ
曲は管弦楽が脅かすような上昇音型の主題を奏でるのに対し、ソリストが推進力のある精力的な音楽を弾いて開始される。その後、速度をあげてスケルツォのような調子の部分をピアノとオーケストラが協奏して、開始部との対比を出す。この2つの部分は第1楽章を通じて基本となるものであり、それはまるで伝統的な独奏と管弦楽の対話が2つの趣の異なる音楽同士の対話に一般化され、取って代わられたかのようである。楽章のクライマックスでは、簡素ながらも雷鳴のごときピアノのソロにフルオーケストラが加わるが、そこでオーケストラは突如静まってピアノだけが残る。ピアノの短い、抒情的なカデンツァが奏でられた後、曲は休憩をはさまず緩徐楽章へと続く。
第2楽章 ロマンツァ、レント
ロマンツァはより繊細であり、ラヴェルの作品からの影響を窺わせる。ヴォーン・ウィリアムズはこの楽章に、バックスの「交響曲第3番」の第3楽章「エピローグ Epilogue」の主題を引用している。
第3楽章 フーガ・クロマティカ コン・フィナーレ・アラ・テデスカ
やはり前楽章から休みなく、終楽章のフーガが開始される。フーガはピアノ独奏者の技巧的な走句によりフィナーレのワルツへと繋がっていく。ワルツが終わって前半の2つの楽章の主題が再現されるが、曲は突然幕を閉じる。